# Down Neck
Down Neck is de zevende aflevering van de HBO-serie The Sopranos. De aflevering werd geschreven door Robin Green en Mitchell Burgess. De regie was in handen van Lorraine Senna Ferrarra.

## Gastrollen
- Madeline Blue als Young Janice Soprano
- Bobby Boriello als Young Tony Soprano
- Rob Grippa als Byron Barber
- Laila Robbins als Young Livia Soprano
- Joseph Siravo als Johnny Boy Soprano
- Rocco Sisto als Young Junior Soprano

## Samenvatting
A.J. en zijn vrienden stelen altaarwijn uit de kerk onder schooltijd en verschijnen aangeschoten op de gymles. Tony en Carmela worden gevraagd voor een gesprek met de schoolrector over A.J. Het schoolhoofd wordt bijgestaan door een psycholoog wie aan de ouders vertelt dat A.J. mogelijk ADHD heeft (toen ook gekend als ADD). De school is hierdoor toegevend qua de uit te delen straf, maar ze willen A.J. wel in een "speciale" groep plaatsen. 
Door deze gebeurtenis komen herinneringen boven bij Tony. Deze betreffen het moment waarop Tony erachter kwam dat zijn vader bij de maffia zat. Tony praat hierover met Dr. Melfi. Zo had hij het idee dat zijn zus Janice altijd werd voorgetrokken. Zijn vader Johnny Boy Soprano nam echter Janice altijd mee naar het circus, omdat hij daar ongezien met andere maffialeden, - wie ook hun kinderen meenamen -, over zaken kon praten.
Ook blijkt dat de familie Soprano in de jaren ’60 naar Reno te Nevada wilde verhuizen omdat Johnny Boy daar een dinerclub kon beginnen voor Rocco. Livia weigerde dit echter. Zij wilde haar eigen kinderen liever dood maken dan naar Nevada verhuizen. 
Tony, die heden ten dage weer zijn moeder bezoekt in verpleeghuis, confronteert Livia met de Nevadaverhuizing. Rocco blijkt multimiljonair te zijn geworden. Livia ontkent ten stelligste dat de familie ooit van plan was te verhuizen. 
A.J. wordt gestraft voor het stelen van de wijn. Hij mag geen televisie meer zien, internetten of spelen op zijn Nintendo 64. Ook moet hij elke dag bij oma Livia langs in Green Grove. Tijdens zo’n bezoekje vertelt hij Livia over zijn bezoek aan de schoolpsycholoog. Als Livia hier negatief op reageert, vertelt A.J. ook dat Tony bij een psychiater langsgaat. Hier hoorde hij Tony en Carmela eens een keer over. Livia reageert woedend. Livia staat erop dat Uncle Junior  dit ook gaat horen, maar Tony loopt zonder iets te weten net binnen bij Livia als ze met Uncle Junior praat.

## Eerste verschijningen
- Johnny Boy Soprano: Tony’s overleden vader wie in flashbacks verschijnt. Johnny Boy was lange tijd capo van de Soprano/Gualtieri-familie. Dit tot zijn dood in 1986.
- Janice Soprano:  Tony’s oudere zus wie verschijn in flashbacks. Ze zal vanaf de aflevering "Guy Walks into a Psychiatrist's Office..." als volwassene in de serie verschijnen.

## Titelverklaring
- "Breathing down neck" betekent in het Engels "kortademig".
- Down Neck is de benaming voor een opsplitsing in een rivier uit het gebied waar Tony Soprano is opgegroeid.

## Productie
- Hoewel de flashbacks gesitueerd zijn in de jaren ’60 zijn er nieuwere motoren en auto’s te zien.